# Idaea eretmopus
Idaea eretmopus là một loài bướm đêm trong họ Geometridae.